# Gut Helmern
Das Gut Helmern (auch Rittergut Helmern) ist eine Schlossanlage und ehemalige Burg im Osten des Ortsteils Helmern der Stadt Willebadessen im Kreis Höxter in Nordrhein-Westfalen.

## Geschichte
Die Burg zu Helmern wurde vermutlich vor oder um 1300 durch die Schulten von Calenberg erbaut, die sich auch „von Helmern“ nannten. 1313 erhielt der Landgraf von Hessen-Kassel das Öffnungsrecht an der Burg. Nach dem Aussterben der Familie gelangte Helmern am Ende des 14. Jahrhunderts an die Herren von Niehausen. 1438 gab Dietrich von Niehausen seinen Besitz zu Helmern im Tausch an Gerd IV. von Spiegel zu Peckelsheim. Dieser Familie gehört das Schloss Im 18. Jahrhundert wurde die spätmittelalterliche Burg aufgegeben und an ihrer Stelle ein barocker Neubau errichtet. Im 19. Jahrhundert erfolgte der nochmalige vollständige Umbau der Anlage. Das landwirtschaftlichen Zwecken dienende Anwesen befindet sich bis heute im Besitz der Familie von Spiegel zu Peckelsheim.
1874 wird auf dem Rittergut Helmern die spätere Äbtissin Maria Anna Benedicta von Spiegel geboren sowie 1910 die Porträt- und Landschaftsmalerin Wisa von Westphalen.

## Beschreibung
Die mittelalterliche Burg ist vollständig durch das Schloss überprägt, ihre Gestalt ist unbekannt. An ihre Stelle trat im 18. Jahrhundert eine zweiteilige, barocke Schlossanlage, welche die Struktur aus Vorburg und Hauptburg beibehielt. Diese Grundstruktur blieb auch nach der Umgestaltung im 19. Jahrhundert erhalten.
An der Straßenseite erhebt sich die Vorburg, deren Zugang durch zwei quadratische Gebäuden mit Mansarddach flankiert wird. An diese Eckpavillons schließen sich eingeschossige Wirtschaftsgebäude an. Zwischen Vor- und Hauptburg fließt der Bach Helmate. Beim Hauptgebäude handelt es sich um einen langgestreckten, zweigeschossigen Bau mit Satteldach. Über dem steinernen Untergeschoss erhebt sich ein Oberbau aus Fachwerk. Die Mittelachse des Baus wird durch einen breiten Zwerchgiebel betont. 
Zum Schloss gehört ein weitläufiger Park im Stil eines englischen Landschaftsgartens.